# Kortkommando
Kortkommando, kombination av tangenter på ett tangentbord som när de trycks ner samtidigt eller i en viss följd utför en specifik funktion i ett datorprogram. 
Ett kortkommando brukar bestå av en eller flera kombinationstangenter tillsammans med en eller flera bokstavstangenter. Också enskilda tangenter kan användas som kortkommandon i Unix, såsom i vi och lynx.

## Kombinationstangenter
På datorer med Windows är kombinationstangenterna Alt (eng. alternate), och Control (eller Ctrl) vanligast. I Unixsystem brukar Alt-tangenten kallas Meta, och eventuellt finns även Hyper- och Super-tangenter. På Macintoshdatorer finns kommandotangenten vars symbol är en kringla (⌘).

## Skrivsätt
Normalt skall tangenterna som ingår i kortkommandot tryckas ned och hållas nere tills det att den sista tangenten släpps. Kortkommandot Ctrl-Alt-x eller Control+Alt+X innebär alltså att i tur och ordning trycka ned (och hålla kvar) Control-tangenten, Alt-tangenten och slutligen tangenten X.
I Unixsystem skrivs ofta Control-tangenten som "^" eller "C-" och Alt eller Meta som "M-". Kortkommandot M-C-x innebär alltså att hålla nere Meta-tangenten tillsammans med Controltangenten och sedan trycka ned tangenten "x".
Ofta använder man i kortkommandon en bokstavstangent som har med namnet på den anslutna funktionen att göra. Ett vanligt kortkommando för att kopiera någonting, till exempel en fil eller en text i ett ordbehandlingsprogram, är Control-C ("c" som i engelskans "copy"). Detta är ett typiskt, om också ovanligt problematiskt, exempel på konventioner som utvecklas olika på olika håll: i Unix stänger Control-C programmet (ifråga om traditionella Unix-verktyg, jfr "cancel").
I de flesta ordbehandlingsprogram initierar tangentkombination Ctrl+F en funktion som söker efter en kombination av tecken i den text som visas på skärmen. En dialogruta visas först där man skriver in exempelvis hela eller delar av ord och även har möjligheten att ange vad angivet ord eller fras ska ersättas med. Sökfunktionen fungerar också i alla webbläsare som exempelvis i Explorer och motsvarar funktionen Sök på den här sidan... under menyn Redigera.

## Exempel på kortkommandon

### MacOS
Kortkommandona i MacOS likna mycket de som används i Windows fast med ⌘-tangenten i stället för Control-tangenten.
- ⌘-Tab – Växla mellan öppna program.[1]
- ⌘-A – Markera allt.[1]
- ⌘-C – Kopiera markerat objekt.[1]
- ⌘-F – Sök.[1]
- ⌘-G – Sök efter nästa förekomst.[1]
- ⌘-M – Minimera aktuellt fönster.[1]
- ⌘-P – Skriv ut.[1]
- ⌘-S – Spara.[1]
- ⌘-V – Klistra in.[1]
- ⌘-W – Stäng aktuellt fönster.[1]
- ⌘-Z – Ångra.[1]

### Unix
Unix kortkommandon härstammar från datorterminalernas tid och används fortfarande i terminalemulatorer. Andra program kan använda andra kortkommandon.
- Ctrl-A – Flytta markören till radens början.[2]
- Ctrl-B – Flytta markören ett steg åt vänster (samma som vänsterpil).[3]
- Ctrl-C – Avbryt nu körande program.[3]
- Ctrl-E – Flytta markören till slutet på raden.[2]
- Ctrl-F – Flytta markören ett steg åt höger (samma som högerpil).[3]
- Ctrl-H – Radera tecknet till vänster om markören (samma som Backspace).[2]
- Ctrl-K – Klipp ut allt från markören till slutet av raden.
- Ctrl-P – Upprepa föregående kommando.
- Ctrl-Q – Återuppta terminalen från paus (XON).[3]
- Ctrl-S – Pausa terminalen (XOFF).[3]
- Ctrl-U – Rensa hela raden.[2]
- Ctrl-Y – Klistra in text.[3]
- Ctrl-Z – Pausar nu körande program och lägger det i bakgrunden.[3]

### Windows
- Alt-Tab – Växla mellan öppna program.[4]
- Ctrl-A – Markera allt.[4]
- Ctrl-C – Kopiera markerat objekt.[4]
- Ctrl-D – Radera markerat objekt (samma som Delete).[4]
- Ctrl-N – Öppna ett nytt fönster.[4]
- Ctrl-R – Rita om innehållet i aktuellt fönster.[4]
- Ctrl-V – Klistra in ett objekt.[4]
- Ctrl-W – Stäng aktuellt fönster.[4]
- Ctrl-Y – Upprepa föregående kommando.[4]
- Ctrl-Z – Ångra föregående kommando.[4]
- Ctrl-Alt-Delete – Växla till säkerhetsskärmen (Windows 10).
- Ctrl-Shift-Esc – Öppna aktivitetshanteraren.[4]

## Användning
Kortkommandon går ofta snabbare att utföra än motsvarande åtgärd med rullgardinsmenyer. Ett program som har mycket avancerade funktioner för kortkommandon är textredigeraren Emacs.